# Is-sur-Tille
Is-sur-Tille – miejscowość i gmina we Francji, w regionie Burgundia-Franche-Comté, w departamencie Côte-d’Or.
Według danych na rok 1990 gminę zamieszkiwało 4050 osób, a gęstość zaludnienia wynosiła 180 osób/km² (wśród 2044 gmin Burgundii Is-sur-Tille plasuje się na 58. miejscu pod względem liczby ludności, natomiast pod względem powierzchni na miejscu 359.).